# Лунка (Баја де Криш)
Лунка (рум. Lunca) насеље је у Румунији у округу Хунедоара у општини Баја де Криш. Oпштина се налази на надморској висини од 283 m.

## Становништво
Према подацима из 2002. године у насељу је живело 295 становника, од којих су сви румунске националности.